# Hannas

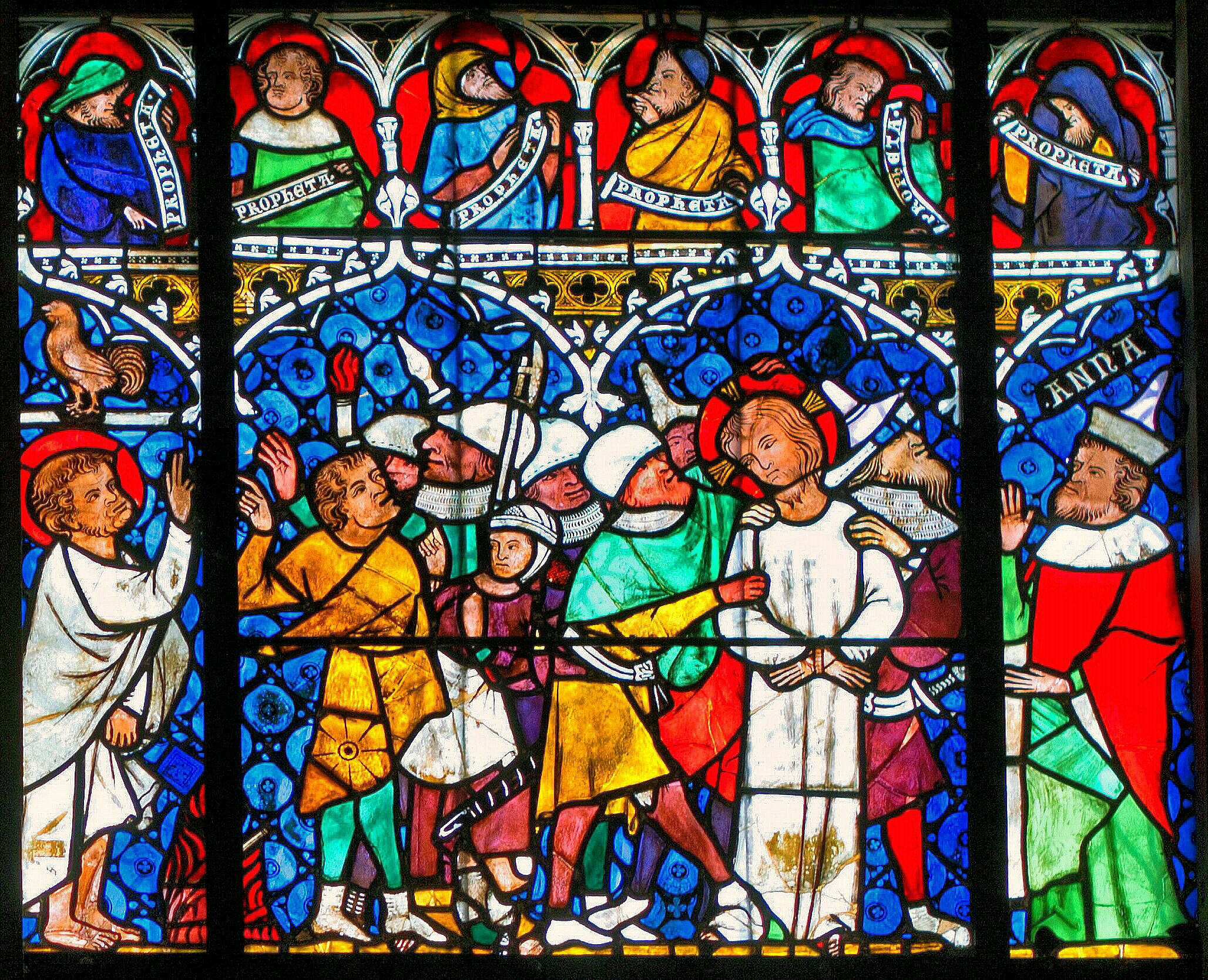
Straßburger Münster, Glasmalerei (14. Jahrhundert)

Hannas (auch Annas) war jüdischer Hohepriester zwischen den Jahren 6 und etwa 15 n. Chr., als der römische Kaiser Augustus regierte. Der Name Hannas wird in dem Johannesevangelium in Verbindung mit den Umständen des Prozesses gegen Jesus genannt.
Die Angaben über die Amtszeit Hannas sind aus Flavius Josephus’ Antiquitates Judaicae entnommen, wo er „Ananus, Sohn des Seth“ genannt wird. Laut Josephus sei Hannas von dem Statthalter Valerius Gratus abgesetzt worden.

## Die Identität des Hohen Priesters in den Evangelien
Nach dem Johannesevangelium (18,13 ) war Hannas der Schwiegervater des Kajaphas, der nach Flavius Josephus ca. 18–37 n. Chr. Hohepriester war. Das Lukas- und das Johannesevangelium geben an, Hannas sei Hohepriester in der Zeit Jesu (Lk 3,2 ) bzw. in der Zeit der Passion (Joh 18,24 ) gewesen. In Lk 3,2 wird Hannas zusammen mit Kajaphas benannt. Historiker gehen davon aus, dass diese Evangelien ursprünglich nur den Namen Hannas enthalten haben und dass die historisch zutreffende Angabe, dass der Hohepriester Kajaphas war, eine nachträgliche Hinzufügung nach dem Matthäusevangelium ist, das als einziges Evangelium nur Kajaphas als Hohepriester nennt.
Das Markusevangelium enthält den Namen des Hohen Priesters nicht. Einige Exegeten und Historiker haben in dieser Unterlassung eine Art „Schutzanonymität“ gesehen, da in der Zeit, aus der die von Markus benutzte Überlieferung stammt, der Hohepriester noch im Amt gewesen sein dürfte. Andere haben angenommen, dass diese Überlieferung den Namen des damaligen Hohen Priesters nicht kannte und dass der 3. und 4. Evangelist den Namen Hannas mit dem von Ananus II. verwechselten, der in diesem Amt Jakobus, den Bruder Jesu, hinrichten ließ.

## Das Verhör Jesu
Nach Joh 18,12–24  vernahm Hannas Jesus in derselben Nacht seiner Verhaftung und befragte ihn über seine Lehre und seine Jünger. Nach Lk 22,66–71  findet das Verhör morgens vor dem ganzen Synedrium statt und hat als Gegenstand die Messianität Jesu. Historiker gehen meist davon aus, dass unabhängig davon, ob einer oder beide Berichte historisch sind, das Verhör die Anklage Jesu vor dem römischen Statthalter Pilatus vorbereiten sollte. Einige Autoren halten den Bericht des Johannesevangelium zwar für historisch. Das Verhör sei aber von dem damals amtierenden Hohen Priester Kajaphas und nicht von Hannas geführt worden.

## Nachfolge
Die fünf Söhne von Hannas, und sein Schwiegersohn:
- Eleazar ben Hannas (16–17)
- Josef Kajaphas (18–36), Schwiegersohn von Hannas.
- Jonathan ben Hannas (36–37 und 44)
- Theophilus ben Hannas (37–41)
- Matthias ben Hanan (43)
- Hannas der Jüngere (63)